# Astragalus sirinicus
Astragalus sirinicus — вид квіткових рослин з родини бобових (Fabaceae). Ареал охоплює такі країни: Італія (Вашингтон).

## Середовище
Висоти: 600–2300 метрів. Вид зустрічається на субальпійських та гірських вересових пустищах, а також на кам'янистих трав'янистих угіддях на гірських рівнинах. Неадекватні системи управління лісовим господарством, будівництво доріг, розвиток гірськолижних курортів та лісові пожежі були визначені як загрози для флори на великих висотах в Апеннінах. Однак, по всьому природному ареалу поширення збереглася значна частина історичного рослинного покриву, й існує розгалужена мережа охоронних територій.

## Біоморфологічна характеристика
Це карликовий чагарник, що утворює нещільну колючу подушку та досягає 10–30 см у висоту. Має білуваті до жовтувато-білих квіток з фіолетовим відтінком на кілі віночка. Лускокрилих та багато видів джмелів спостерігали на квітах цього виду.

## Використання
Цей вид, як і його близькі родичі, виробляє трагакантову камедь, яка може виділятися при пораненні рослин, але її можна отримати, надрізаючи або постукуючи по кореневій підщепі. Трагакант має слизовий та емульгаторний ефект, і іноді використовується як засіб від кашлю. У фармацевтичній промисловості його найчастіше використовують у виробництві пігулок, таблеток та ліків. Він також використовується в харчовій промисловості, головним чином як загусник. Трагакант має широкий спектр інших виробничих застосувань, зазвичай як загусник або зв'язувальний агент. Його використовують у виробництві сірників, пластмас, олівців, клею, поживних середовищ, паперу, варених барвників для розпису ситцю, текстильних барвників, у виробництві шовку та мережива, а також у косметичних товарах, включаючи туалетні креми, желе, лосьйони та мило. Його також можна використовувати як замінник деревини як паливо.